# Sväkregölen (Ronneby socken, Blekinge)
Sväkregölen är en sjö i Ronneby kommun i Blekinge och ingår i Vierydsåns huvudavrinningsområde.